# Neues Lausitzisches Magazin

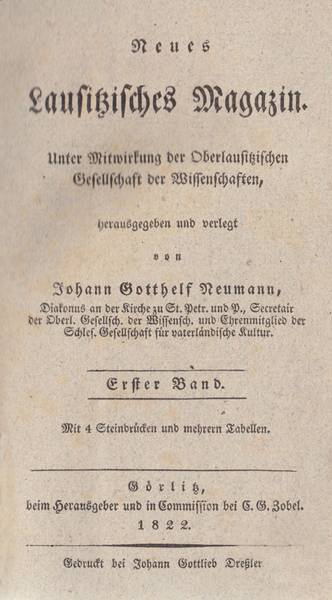
Titelblatt des ersten Bandes des Neuen Lausitzischen Magazins

Das Neue Lausitzische Magazin (NLM) ist das Publikationsorgan der Oberlausitzischen Gesellschaft der Wissenschaften.

## Geschichte
Die ersten beiden von der Oberlausitzischen Gesellschaft der Wissenschaften herausgegebenen Bände trugen den Titel Provinzialblätter oder Sammlungen zur Geschichte, Naturkunde, Moral und anderen Wissenschaften und erschienen 1781 bis 1783. Bereits seit 1768 und bis 1792 wurde unabhängig davon das Lausitzische Magazin in 25 Jahrgängen veröffentlicht. 1793 hat Christian August Peschek seine seit 1790 erschienene Lausizische Monatsschrift oder Beyträge zur natürlichen, ökonomischen und politischen Geschichte der Ober- und Niederlausiz und der damit grenzenden Landschaften per Vertrag an die Oberlausitzische Gesellschaft abgetreten. Sie wurde bis 1799 unter dem Namen Lausizische Monatsschrift weitergeführt. An sie schloss sich die von 1800 bis 1808 erschienene Neue Lausizische Monatsschrift an. Dann unterbrachen die Napoleonischen Kriege die Publikationstätigkeit der Gesellschaft. Das Wochenblatt für die Lausitz und den Cottbusser Kreis (1811), die Zeitschrift Vergangenheit und Gegenwart (1812) und die Vaterländische Monatsschrift zunächst für beide Lausitzen (1813), herausgegeben von Friedrich Gottlieb Heinrich Fielitz dem Jüngeren, erschienen jeweils nur für einen kurzen Zeitraum.
Erst 1821 wurden wieder mit der Herausgabe einer Zeitschrift begonnen und diese – bezugnehmend auf eine der Vorgängerinnen – Neues Lausitzisches Magazin genannt. Bis 1941 wurden 117 Bände veröffentlicht. Die Zeitschrift erschließen Register in Band 46 (1869, Band 1–44, 1822–1868), 76 (1900, für Band 1–75, 1822–1899), 86 (1910, für Band 76–85, 1900–1909), 102 (1926, für Band 86–101, 1910–1925) und 112 (1936, Band 102–111, 1926–1935).
Band 118 von 1942 wurde wohl noch gedruckt, aber nicht mehr ausgeliefert. Fast die gesamte Auflage wurde im Zweiten Weltkrieg vernichtet. Im Redaktionsarchiv des Neuen Lausitzischen Magazins findet sich die nicht ganz vollständige Umbruchkorrektur des Bandes 119, der 1943 erscheinen sollte. Beide Bände wurden nach dem Auffinden in jeweils vier Exemplaren vervielfältigt und der Oberlausitzischen Bibliothek der Wissenschaften, dem Stadtarchiv Görlitz, der Sächsischen Landesbibliothek und dem Staatsarchiv Dresden übergeben.
Seit 1998 erscheint das Neue Lausitzische Magazin wieder, bis 2011 (Band 14) noch mit dem Untertitel Neue Folge. Seit 2012 (Band 134) wird über den ganzen Entstehungszeitraum gezählt.
Die Herausgeber waren:
- Band 1–8 (1822–1830): Johann Gotthelf Neumann
- Band 9–12 (1831–1834): Christian Adolf Pescheck
- Band 13–22 (1835–1844): Joachim Leopold Haupt
- Band 23–24 (1846–1847): Ernst Tillich
- Band 25–26 (1849): Johann Carl Otto Jancke
- Band 27–33 (1850–1856): C. G. Th. Neumann
- Band 34–35 (1857–1858): Gustav Köhler
- Band 36–40 (1859–1863): Gottlob Traugott Leberecht Hirche
- Band 41–42 (1864–1865): Titus Wilde
- Band 43–51 (1866–1874): E. E. Struve
- Band 52–64 (1876–1888): Karl Friedrich Schönwälder
- Band 65–119 (1889–1943): Richard Jecht